# 2278 Götz
2278 Götz è un asteroide della fascia principale. Scoperto nel 1953, presenta un'orbita caratterizzata da un semiasse maggiore pari a 2,4530343 UA e da un'eccentricità di 0,1499409, inclinata di 4,21274° rispetto all'eclittica.
L'asteroide è dedicato all'astronomo tedesco Paul Götz.